# Cirkassisk religion
Cirkassisk religion, även känd som Cirkassisk mytologi, var den ursprungliga religion som utövades av cirkasserna i Kaukasus.
Det var en polyteistisk religion som omfattade flera gudar. Religionen fokuserade starkt på den högsta guden Theshkhue, som stod över de mindre gudarna, samt på en utveckling av själen genom mognadsövningar med målet att kunna förenas med förfäderna efter döden.  